# Tifosi
Els tifosi són els seguidors italians d'esdeveniments esportius.
Així es coneixen, per exemple, als aficionats del AC Milan, als de l'escuderia Ferrari de Formula 1, etc.